# گاسن (اتریش)
گاسن (به آلمانی: Gasen) یک منطقهٔ مسکونی در اتریش است که در وایتس واقع شده‌است. گاسن ۳۳٫۹۳ کیلومتر مربع مساحت دارد ۸۰۰ متر بالاتر از سطح دریا واقع شده‌است.